# 华东师范大学大夏书院
大夏书院，是华东师范大学的一个书院，以华东师范大学的前身大夏大学为名，成立于2017年3月27日。在几个月的筹备后，于2017年7月录取首批本科生。